# نینا استار برونوولد
نینا استار برونوولد (انگلیسی: Nina Starr Braunwald؛ ۲ مارس ۱۹۲۸ – ۵ اوت ۱۹۹۲ (۶۵ سالگی)) جراح قفسه سینه و پژوهشگر پزشکی آمریکایی بود که از نخستین زنانی محسوب می‌شد که جراحی قلب باز انجام داد. او اولین زنی بود که توسط هیئت جراحی قفسه سینه آمریکا گواهی‌نامه دریافت کرد و اولین زنی بود که به انجمن آمریکایی جراحی قفسه سینه انتخاب شد. در سال ۱۹۶۰ و در سن ۳۲ سالگی، او تیم جراحی مؤسسه ملی سلامت (NIH) را رهبری کرد که اولین جایگزینی موفق دریچه میترال مصنوعی قلب انسان را که خود طراحی و ساخته بود، انجام داد. وی جایزه صفحه طلایی آکادمی دستاوردهای آمریکا را دریافت کرده است.

## زندگی اولیه و تحصیلات
نینا هلن استار در ۲ مارس ۱۹۲۸ در بروکلین نیویورک از والدینی به نام موریس کی. استار و مری استار متولد شد. مادرش در زمینه طراحی داخلی فعالیت داشت و پدرش پزشک بود.
او از ۱۴ سالگی استعداد علمی خود را نشان داد و به عنوان عضو انجمن آمریکایی میکروسکوپیست‌های آماتور پذیرفته شد. او مدرک کارشناسی و پزشکی خود را از دانشگاه نیویورک دریافت کرد و از سال ۱۹۵۲ تا ۱۹۵۵ در بیمارستان بلیویو نیویورک در رشته جراحی عمومی آموزش دید، که یکی از اولین زنان در این زمینه بود.

## حرفه پزشکی
براونوالد دوره آموزش جراحی عمومی خود را در بیمارستان دانشگاه جورج‌تاون در واشینگتن دی‌سی به پایان رساند و یک دوره فوق‌دکترا در آزمایشگاه جراحی چارلز ای. هافناگل، مخترع اولین دریچه مصنوعی قلب گذراند. او در سال ۱۹۵۸ به مؤسسه ملی قلب NIH (اکنون مؤسسه ملی قلب، ریه و خون) در بتسدا، مریلند پیوست و تحت راهنمایی اندرو جی. مورو قرار گرفت. او تا سال ۱۹۶۵ جراح ارشد مؤسسه ملی قلب بود و سپس به عنوان معاون رئیس کلینیک جراحی منصوب شد، سمتی که تا سال ۱۹۶۸ در اختیار داشت.
براونوالد در سال ۱۹۵۹ یک دریچه میترال مصنوعی آزمایشی طراحی و ساخت و آن را در سگ‌ها در کلینیک جراحی مؤسسه ملی قلب کاشت. در ۱۱ مارس ۱۹۶۰، او اولین کاشت موفق انسانی را در یک زن ۴۴ ساله با نارسایی دریچه میترال انجام داد.
او سپس یک دریچه مکانیکی پوشیده از پارچه (دریچه براونوالد-کاتر) توسعه داد که در اواخر دهه ۱۹۶۰ و اوایل ۱۹۷۰ در هزاران بیمار کاشته شد. سایر دستاوردهای مهم او شامل توسعه هموگرافت آئورتی پایه‌دار برای جایگزینی دریچه میترال، درمان جراحی بیماری ترومبوآمبولی مزمن و پیشگامی در تکنیک‌های استفاده از کشت بافت برای جلوگیری از تشکیل لخته هنگام استفاده از دریچه‌های مصنوعی و دستگاه‌های کمک گردش خون بود. در دهه ۱۹۶۰، مقالاتی در مجلات لایف و تایم او را به عنوان یکی از «تکان‌دهنده‌ها و حرکت‌دهنده‌های» جوانان آمریکا توصیف کردند. در سال ۱۹۶۲، او جایزه صفحه طلایی آکادمی دستاوردهای آمریکا را دریافت کرد.
براونوالد به همراه همسرش که به عنوان رئیس بخش پزشکی منصوب شده بود، به دانشگاه کالیفرنیا، سن دیگو نقل مکان کرد و در آنجا به عنوان استادیار جراحی منصوب شد. در سن دیگو، او یک برنامه آموزشی جراحی قلب و قفسه سینه تأسیس کرد. در سال ۱۹۷۲، او دوباره به همراه همسرش به منطقه بوستون نقل مکان کرد و در آنجا به عنوان استادیار جراحی در دانشکده پزشکی هاروارد مشغول به کار شد.